# Mesolithischer Bestattungsplatz von Groß Fredenwalde

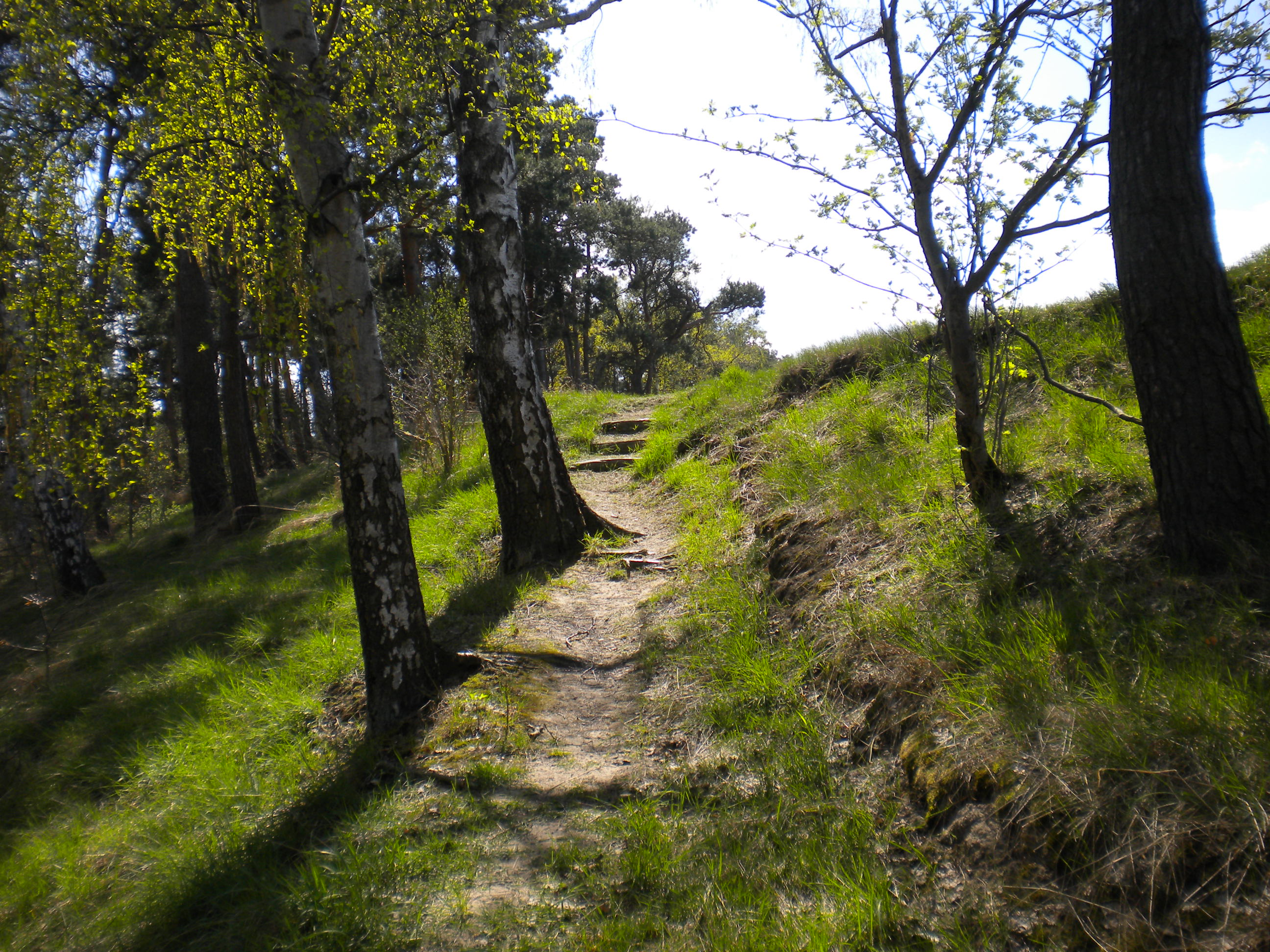
Aufstieg zum Weinberg in Groß Fredenwalde

Der mesolithische Bestattungsplatz von Groß Fredenwalde ist ein Gräberfeld auf dem Weinberg bei Groß Fredenwalde in der Uckermark im Osten Brandenburgs. Mit den mesolithischen Beisetzungen zwischen 6400 und 4900 v. Chr. gilt er als das älteste Gräberfeld Deutschlands und Mitteleuropas. Die Bestatteten werden Jägern und Sammlern vor der Neolithisierung Norddeutschlands zugerechnet.

## Entdeckung
Der Bestattungsplatz wurde 1962 beim Ausheben einer Baugrube auf dem Gipfel des Weinbergs entdeckt. Dabei traten Skelettreste von sechs Personen zu Tage, die notdürftig geborgen wurden. Sie waren durch den kalkhaltigen Boden am Fundort gut erhalten. Es handelte sich um zwei Männer im Alter von 30–39 bzw. 40–49 Jahren mit einer Körpergröße von etwa 161 cm. Die Frau von 40–49 Jahren war 152 cm groß. Die drei Kinder waren im Alter von 3–4 Jahren, 4–5 Jahren und 7–8 Jahren. Die Bestatteten waren mit rotem Ocker bestreut und mit zahlreichen Grabbeigaben ausgestattet worden, die Einflüsse aus Nordeuropa aufweisen. Dazu zählten Knochenpfrieme, Feuersteinklingen und Feuersteinabschläge. Eines der wenigen erhaltenen Fotos zeigt eine Reihe von durchbohrten Tierzahnanhängern, die offensichtlich auf einem Band aufgefädelt waren.

## Ausgrabungen
In den Jahren 2012, 2014, 2019 sowie 2020 fanden Nachuntersuchungen des Bestattungsplatzes statt. Seit 1962 wurden bis 2023 insgesamt zwölf Bestattungen, darunter fünf Kinder und vier Erwachsene gefunden.
2014 wurden die Reste dreier Individuen gefunden, von denen zwei außergewöhnlich waren. Dazu zählt die 2014 entdeckte Beisetzung eines etwa 25-jährigen Mannes mit einer Körpergröße von rund 156 Zentimetern. Er wurde um 5000 v. Chr. aufrecht stehend in eine offen gelassene Grube eingebracht. Nachdem der Körper zerfallen war, wurde die Grube zugeschüttet und ein Feuer darüber entzündet. Feuerstein-Artefakte und zwei Knochenwerkzeuge als Beigaben deuten auf einen Handwerker.
Ebenfalls 2014 wurde die Bestattung eines Kleinkindes aus der Zeit um 6400 v. Chr. entdeckt. Das etwa ein halbes bis ein Jahr alte Kind war rituell mit Ocker bestreut worden. Die Bestattungsart spiegelt die Wertschätzung von Kleinkindern in der mittelsteinzeitlichen Gemeinschaft wider. Das Grab wurde als Blockbergung gesichert und zu weiteren Untersuchungen in die Werkstätten des Studiengangs Grabungstechnik und Feldarchäologie der Hochschule für Technik und Wirtschaft Berlin gebracht. Anthropologischen Untersuchungen zufolge starb das Kind vermutlich an Unterernährung. Es ist die früheste bisher bekannte Kinderbestattung in Mitteleuropa.
2019 wurde ein weiteres Grab als Block geborgen, der in der Hochschule für Technik und Wirtschaft Berlin freigelegt wurde. Es handelt sich um eine gut erhaltene Bestattung einer Person unbekannten Geschlechts Anfang 20. Die stark angewinkelten Beine der ungefähr 1,50 Meter großen Person sprechen dafür, dass sie in hockender Haltung beerdigt wurde, was vor ungefähr 8000 Jahren geschah. Der grazile Schädel könnte auf eine Frau hinweisen. An dem Individuum soll weiter geforscht werden, unter anderem mit einer Strontiumisotopenanalyse und paläogenetischen Untersuchungen, um Hinweise zur Herkunftsgegend und zu möglichen Verwandtschaftsbeziehungen zu anderen Bestatteten am Fundort zu erlangen.
Die Untersuchungen von 2019 führten zum Ergebnis, dass die Bestatteten nicht nur Jäger und Sammler, sondern auch Fischer waren und an einem nahen See gelebt hatten.
2020 wurde bei Ausgrabungen durch Experten der Universitäten Göttingen und Kiel wiederum ein Grab durch eine Blockbergung gesichert. Die darin befindlichen Skelettteile waren durch die moderne Landnutzung bereits beschädigt gewesen.

## Forschungsgeschichte
Eine Datierung der 1962 entdeckten Fundstücke erfolgte 1992 mittels der Radiokarbonmethode, die sie in die Zeit um etwa 6000 v. Chr. wiesen. Erst 2012 kam es zu anthropologischen Untersuchungen der Individuen.
Die 2012 begonnenen Nachgrabungen am Bestattungsplatz auf dem Weinberg initiierte der Archäologe Thomas Terberger von der Universität Göttingen, der auf Alt- und Mittelsteinzeit spezialisiert ist. Fachlich begleitet werden sie von der Anthropologin Bettina Jungklaus. Erst durch diese Untersuchungen wurde die große Bedeutung des Fundplatzes deutlich. Die Datierungen der Bestattungen sprechen für einen Nutzungszeitraum des Bestattungsplatzes über rund 1500 Jahre. 2014 wurde die Entdeckung der Öffentlichkeit bekannt gegeben.
Seit 2018 werden die Untersuchungen im Rahmen eines zweijährigen Forschungsprojektes unter Leitung von Thomas Terberger fortgeführt. Die Deutsche Forschungsgemeinschaft fördert das Projekt. Es dient der Erforschung des Übergangs von der Mittelsteinzeit mit ihren nicht sesshaften Kulturen zur Jungsteinzeit mit Ackerbau und Viehzucht. Beteiligt sind die Universität Kiel, die Hochschule für Technik und Wirtschaft Berlin, das Niedersächsische Landesamt für Denkmalpflege und das Brandenburgische Landesamt für Denkmalpflege und Archäologie.

## Bewertung
Nach dem bisherigen Kenntnisstand handelt es sich beim Bestattungsplatz von Groß Fredenwalde um das älteste Gräberfeld Deutschlands. Außergewöhnlich ist die Bestattung einer Person in stehender Position, was keine Parallelen in Mitteleuropa findet. Bestattungen mit einer ähnlichen Position von 45 Grad in der Grabgrube sind vom Gräberfeld von Zvejnieki in Lettland und von Oleni Ostrov in Russland bekannt. Ansonsten finden sich in Mitteleuropa und Südskandinavien mesolithische Bestattungen in sitzender Position.
Von dem Bestattungsplatz von Groß Fredenwalde versprechen sich die Forscher Erkenntnisse über die Neolithisierung in Mitteleuropa. Mit genetischen Analysen durch das Max-Planck-Institut für Menschheitsgeschichte in Jena wollen sie klären, ob es zu Vermischungen der späten Jäger und Sammler mit den ersten Bauern der Linienbandkeramik kam.